# Iglesia de Jesús Nazareno (Archidona)
La iglesia de Jesús Nazareno es una templo católico situado en el municipio de Archidona, en la provincia de Málaga, España. Se trata de una iglesia construida en el siglo XVI, aunque ha sufrido importantes reformas en el siglo XVIII. Está situada junto a las antiguas Escuelas Pías, que en la actualidad sirven de instituto de enseñanza secundaria. 
El interior alberga una escultura originaria del siglo XVI.